# Poblicia tricolor
Poblicia tricolor är en insektsart som först beskrevs av Gerstaecker 1860.  Poblicia tricolor ingår i släktet Poblicia och familjen lyktstritar. Inga underarter finns listade i Catalogue of Life.